# Kirby's Dream Land 2
Kirby's Dream Land 2 is een computerspel ontwikkeld door HAL Laboratory en uitgegeven door Nintendo voor de Game Boy. Het platformspel is uitgekomen in Japan op 21 maart 1995, in de VS op 1 mei 1995 en in Europa op 31 juli 1995.
Het spel is opnieuw uitgebracht voor de 3DS Virtual Console in 2012.

## Spel
Het spel gaat over de avonturen van Kirby in Dream Land. Hij krijgt in dit spel hulp van drie dierenvrienden die hem bijstaan. De zeven regenboogbruggen die de eilanden met elkaar verbinden zijn gestolen door Dark Matter. Hij heeft bezit genomen van King Dedede om zijn plannen uit te voeren.

## Platforms
| Jaar | Platform              |
| ---- | --------------------- |
| 1995 | Game Boy              |
| 2012 | Virtual Console (3DS) |